# Piotr Abaszejew
Piotr Timofiejewicz Abaszejew (ros. Петр Тимофеевич Абашеев; ur. 1934, zm. 1997) – radziecki tancerz, baletmistrz, pedagog, Ludowy Artysta RFSRR. 

## Życiorys
Ukończył Leningradzką Szkołę Choreografii (1955). Od 1955 tańczył в Buriackim Teatrze Opery i Baletu w Ułan Ude, w latach 1976–1978 był głównym baletmistrzem tego teatru.
Od 1961 był wykładowcą Buriackiej Szkoły Choreografii, od 1986 jej kierownikiem artystycznym .

## Nagrody, odznaczenia, tytuły
- Ludowy Artysta RFSRR (1963)